# Russell Schweickart
Russell Louis Schweickart dit Rusty Schweickart est un astronaute américain né le 25 octobre 1935.

## Biographie
Rusty Schweickart, astronaute américain, a des origines françaises du côté paternel. Il s'est d'ailleurs rendu à plusieurs reprises et a été fait citoyen d'honneur du village de Lembach (Bas-Rhin) dans lequel vivaient ses grands-parents avant d'émigrer aux États-Unis.

## Vols réalisés
Il réalise un vol unique du 3 au 13 mars 1969, le vol Apollo 9, au cours duquel il pilote le LEM en orbite terrestre et effectue le 6 mars une sortie extravéhiculaire pour tester le scaphandre lunaire et son système de survie (PLSS).
Après ce vol, il est la doublure de Charles Conrad au poste de commandant de bord de la première mission Skylab en 1973 mais il ne reprend plus le chemin de l'espace.